# Said Housni
Said Housni (arabisch سعيد حسني, DMG Saʿīd Ḥusnī, * 1949 in Azrou, Provinz Ifrane, Region Fès-Meknès) ist ein ehemaliger marokkanischer Skirennläufer und Olympiateilnehmer, der sich auf den Riesenslalom spezialisiert hatte.

## Karriere
Said Housni startete bei den Olympischen Winterspielen 1968 im französischen Grenoble für Marokko und trat im Riesenslalom an. Diese Olympischen Spiele wurden gleichzeitig als Alpine Skiweltmeisterschaften gewertet. Housni kam mit einer Minute und 11,40 Sekunden Rückstand auf den Franzosen Jean-Claude Killy ins Ziel, was den 83. Platz bedeutete. Er ließ damit die Türken Mehmet Yıldırım und Zeki Erylıdırım, den Libanesen Ghassan Keyrouz, seinen Teamkollegen Hassan Lahmaoui sowie Uoe Jae-sik aus der Republik Korea hinter sich.
Da Mohamed Aomar und Mimoun Ouitot im ersten Durchgang ausschieden, war Housni der beste Marokkaner.
Im ersten Qualifikationsdurchgang für den Slalom war Housni mit fünf anderen Läufern in Gruppe P gelost. Die beiden besten der Gruppe qualifizierten sich für den zweiten Durchgang der Qualifikation. Dies waren der Pole Andrzej Bachleda-Curuś und der Spanier Carlos Adsera. Platz drei ging an den Liechtensteiner Hans-Walter Schädler und Rang vier an den Kanadier Rod Hebron. Der Iraner Ovaness Meguerdonian schied aus und Housni belegte den letzten Platz mit 23,81 Sekunden Rückstand auf den Vorletzten und 26,45 Sekunden Rückstand auf Bachleda-Curuś. Bachleda-Curuś belegte im Endklassement den fünften Platz.
Im Training kam es zu einer Kollision zwischen Housni und der US-amerikanischen Olympiateilnehmerin Karen Budge aus Jackson Hole. Als Budge ihr Skiwachs auf der Strecke testete, fuhr Housni den Hügel hinab und die beiden kollidierten. Karen Budge wurde zuvor bereits vor einer Kollision gewarnt. Budge renkte sich die Schulter aus und konnte dadurch nicht bei der Abfahrt starten; Housni erlitt eine Prellung.

## Erfolge
| - DNF = für den Wettkampf nicht qualifiziert (engl. Did Not Qualify) |

### Olympische Winterspiele
- Grenoble 1968: 83. im Riesenslalom, DNQ2 (Qualifikation)